# ميجان لاثام
ميجان لاثام (بالإنجليزية: Megan Latham) هي محامية في القضاء العالي وقاضية أسترالية، ولدت في 24 أغسطس 1954 في Brighton-Le-Sands, New South Wales ‏ في أستراليا.